# حركة مناهضة للأسلحة النووية

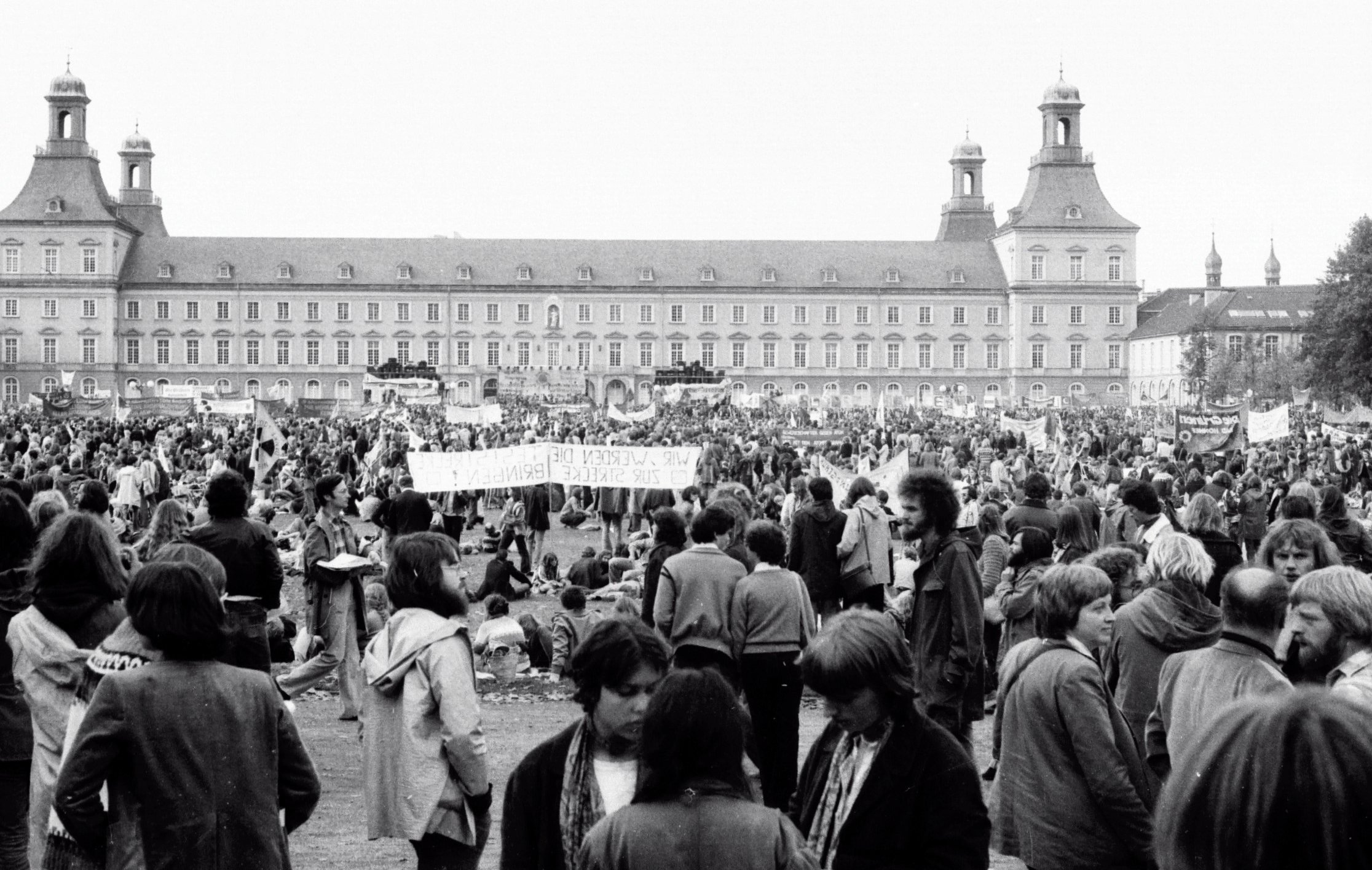
حضر 20000 شخص احتجاجًا ضد الأسلحة النووية في بون، ألمانيا الغربية، في 14 أكتوبر 1979، في أعقاب حادث جزيرة مايل ثري

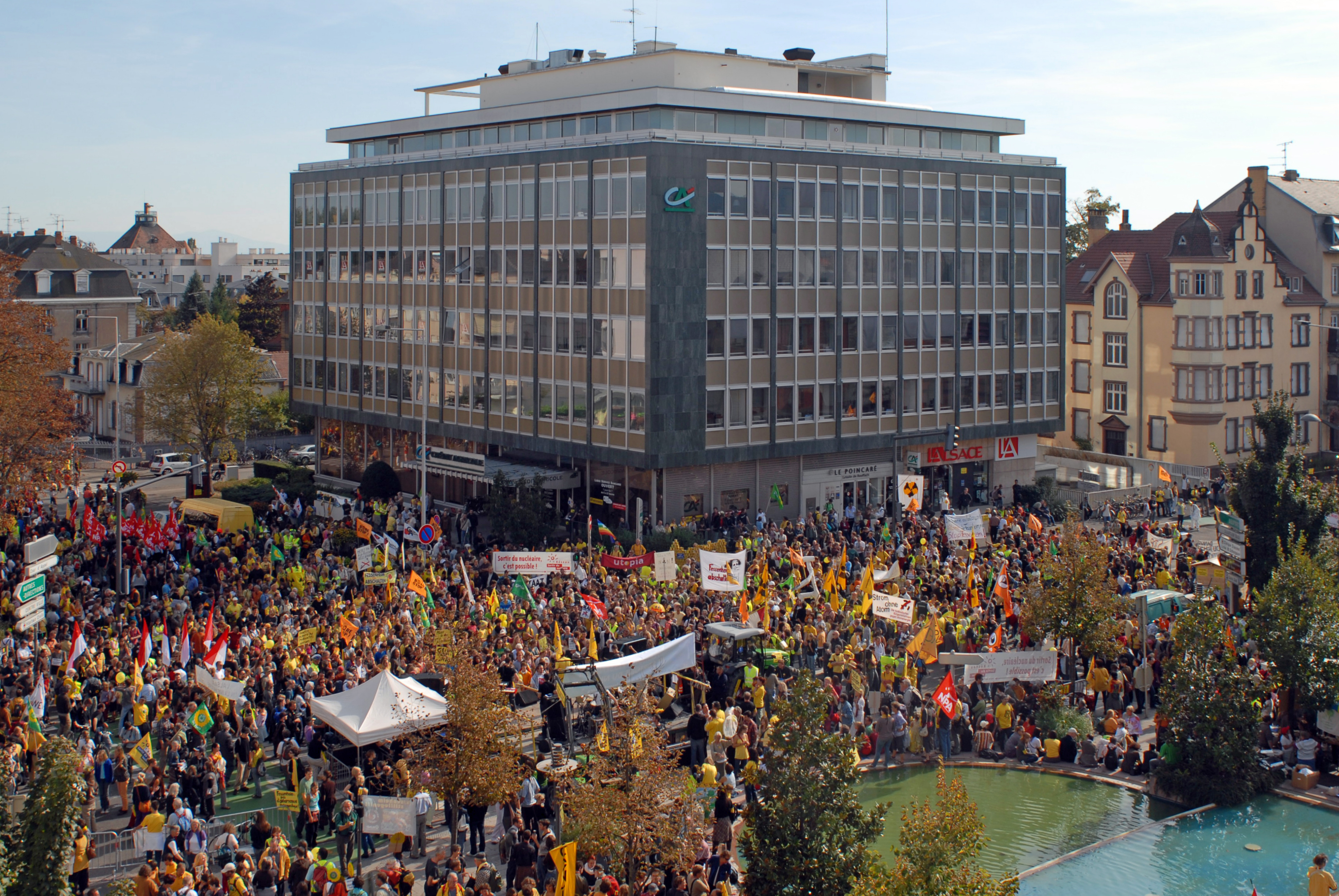
مظاهرة ضد الأسلحة النووية في في شمال شرقي فرنسا في 3 أكتوبر 2009

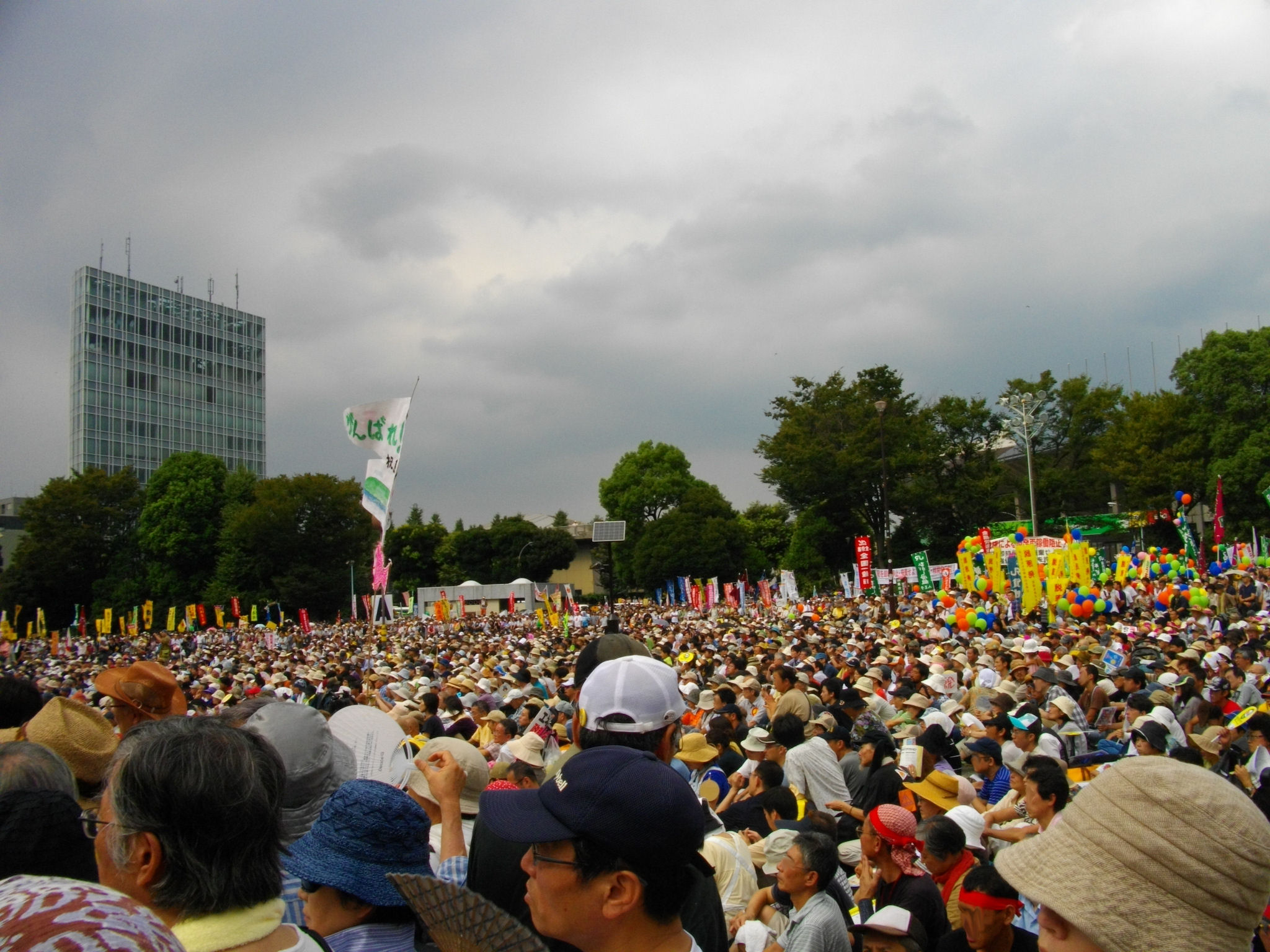
مكافحة التجمع بعد كارثة فوكوشيما دايتشي النووية في 19 سبتمبر 2011 في طوكيو ، اليابان

الحركة المناهضة للأسلحة النووية هي حركة اجتماعية تعارض التقنيات النووية المختلفة. حددت بعض مجموعات العمل المباشر والحركات البيئية والمنظمات المهنية نفسها مع الحركة على المستوى المحلي أو الوطني أو الدولي. تشمل المجموعات الرئيسية المناهضة للأسلحة النووية حملة نزع السلاح النووي، وأصدقاء الأرض، ومنظمة السلام الأخضر، والأطباء الدوليون لمنع الحرب النووية، والعمل السلمي، والمعلومات النووية وخدمة الموارد. كان الهدف الأولي للحركة نزع السلاح النووي، على الرغم من أن المعارضة شملت استخدام الطاقة النووية منذ أواخر ستينيات القرن العشرين. تعارض العديد من الجماعات المناهضة للأسلحة النووية كلًّا من الطاقة النووية والأسلحة النووية. غالبًا ما كان تشكيل الأحزاب الخضراء في السبعينيات والثمانينيات نتيجةً مباشرة للسياسات المناهضة للأسلحة النووية.
ناقش العلماء والدبلوماسيون سياسة الأسلحة النووية منذ ما قبل القصف الذري لهيروشيما وناغازاكي في عام 1945. أصبح الجمهور قلقًا بشأن تجارب الأسلحة النووية قرابة عام 1954، بعد تجارب نووية مكثفة في المحيط الهادئ. في عام 1963، صادقت العديد من الدول على معاهدة الحظر الجزئي للتجارب النووية التي تحظر التجارب النووية في الغلاف الجوي.
ظهرت بعض المعارضة المحلية للطاقة النووية في أوائل الستينيات، وفي أواخر الستينيات بدأ بعض أعضاء المجتمع العلمي في التعبير عن مخاوفهم. في أوائل السبعينيات، كانت هناك احتجاجات كبيرة حول إنشاء محطة طاقة نووية مقترحة في وايل بألمانيا الغربية. ألغي المشروع في عام 1975 وألهم النجاح المناهض للطاقة النووية في وايل بمعارضة الطاقة النووية في أجزاء أخرى من أوروبا وأمريكا الشمالية. أصبحت الطاقة النووية قضية احتجاج عام كبير في السبعينيات، وبينما تستمر معارضة الطاقة النووية، ظهر الدعم العام المتزايد للطاقة النووية مرة أخرى خلال العقد الماضي في ضوء الوعي المتزايد بالاحترار العالمي والاهتمام المتجدد بجميع أنواع الطاقة النظيفة. طاقة.
وقع احتجاج ضد الطاقة النووية في يوليو 1977 في بلباو، إسبانيا، بحضور ما يصل إلى 200 ألف شخص. بعد حادث جزيرة ثري مايل في عام 1979، نُظم احتجاج مناهض للأسلحة النووية في مدينة نيويورك، شارك فيه 200 ألف شخص. في عام 1981، جرت أكبر مظاهرة ألمانية مناهضة للطاقة النووية احتجاجًا على محطة بروكدورف للطاقة النووية غرب هامبورغ. واجه حوالي 100 ألف شخص وجهاً لوجه مع 10 آلاف ضابط شرطة. وكان أكبر احتجاج في 12 يونيو 1982، عندما تظاهر مليون شخص في مدينة نيويورك ضد الأسلحة النووية. شارك في مظاهرة الأسلحة النووية عام 1983 في برلين الغربية حوالي 600 ألف مشارك. في مايو 1986، بعد كارثة تشيرنوبيل، تظاهر ما يقدر بـ 150 ألف إلى 200 ألف شخص في روما للاحتجاج على البرنامج النووي الإيطالي. في الولايات المتحدة، سبقت المعارضة الشعبية إغلاق شوريهام ويانكي راو ومايلستون 1 ورانشو سيكو وماين يانكي والعديد من محطات الطاقة النووية الأخرى.
لسنوات عديدة بعد كارثة تشيرنوبيل عام 1986، كانت الطاقة النووية خارج جدول أعمال السياسة في معظم البلدان، وبدا أن الحركة المناهضة للطاقة النووية قد فازت بقضيتها. حُلّت بعض الجماعات المناهضة للأسلحة النووية. لكن في العقد الأول من القرن الحادي والعشرين، بعد أنشطة العلاقات العامة التي قامت بها الصناعة النووية، والتقدم في تصميمات المفاعلات النووية، والمخاوف بشأن تغير المناخ، عادت قضايا الطاقة النووية إلى مناقشات سياسة الطاقة في بعض البلدان. أدت الحوادث النووية اليابانية عام 2011 إلى تقويض النهضة المقترحة لصناعة الطاقة النووية وأعادت إحياء المعارضة النووية في جميع أنحاء العالم، ما وضع الحكومات في موقف دفاعي. اعتبارًا من عام 2016، لا تمتلك دول مثل أستراليا والنمسا والدنمارك واليونان وماليزيا ونيوزيلندا والنرويج محطات طاقة نووية وتظل تعارض الطاقة النووية. تعمل ألمانيا وإيطاليا وإسبانيا وسويسرا على التخلص التدريجي من الطاقة النووية. كان لدى السويد سابقًا سياسة للتخلص التدريجي من الطاقة النووية، تهدف إلى إنهاء توليد الطاقة النووية في السويد بحلول عام 2010. وفي 5 فبراير 2009، أعلنت حكومة السويد عن اتفاق يسمح باستبدال المفاعلات الحالية، ما ينهي فعليًا سياسة التخلص التدريجي. على الصعيد العالمي، ظل عدد المفاعلات القابلة للتشغيل كما هو تقريبًا خلال الثلاثين عامًا الماضية، كما أن إنتاج الكهرباء النووية يتزايد باطراد بعد كارثة فوكوشيما النووية.

## تاريخ وقضايا

### جذور الحركة
كان تطبيق التكنولوجيا النووية، كمصدر للطاقة وأداة حرب، مثيرًا للجدل. تتم مناقشة هذه القضايا في النقاش حول الأسلحة النووية، ومناقشة الطاقة النووية، ومناقشة تعدين اليورانيوم.
ناقش العلماء والدبلوماسيون سياسة الأسلحة النووية منذ ما قبل القصف الذري لهيروشيما وناغازاكي في عام 1945. أصبح الجمهور قلقًا بشأن تجارب الأسلحة النووية منذ حوالي عام 1954، بعد تجارب نووية مكثفة في المحيط الهادئ. في عام 1961، في ذروة الحرب الباردة، شاركت حوالي 50 ألف امرأة في مسيرة في 60 مدينة في الولايات المتحدة احتجاجًا على الأسلحة النووية. في عام 1963، صادقت العديد من الدول على معاهدة الحظر الجزئي للتجارب النووية التي تحظر التجارب النووية في الغلاف الجوي.
ظهرت بعض المعارضة المحلية للطاقة النووية في أوائل الستينيات، وفي أواخر الستينيات بدأ بعض أعضاء المجتمع العلمي في التعبير عن مخاوفهم. في أوائل السبعينيات، كانت هناك احتجاجات كبيرة حول إنشاء محطة طاقة نووية مقترحة في ويل بألمانيا. ألغي المشروع في عام 1975 وألهم النجاح المناهض للطاقة النووية في وايل بمعارضة الطاقة النووية في أجزاء أخرى من أوروبا وأمريكا الشمالية. أصبحت الطاقة النووية قضية احتجاج عام كبير في السبعينيات.

#### صناعة الوقود الأحفوري
بدأت صناعة الوقود الأحفوري منذ الخمسينيات من القرن الماضي في حملات ضد الصناعة النووية التي اعتبرتها تهديدًا لمصالحها التجارية. شاركت منظمات مثل معهد البترول الأمريكي، ومنظمة بنسلفانيا للنفط والغاز، وتحالف مارسيلوس شيل في جماعات ضغط مناهضة للأسلحة النووية في أواخر عام 2010، واعتبارًا من عام 2019، بدأ كبار موردي الوقود الأحفوري حملات إعلانية تصور الغاز الأحفوري على أنه شريك مثالي للطاقة المتجددة (صيغة من إعلانات شل وستاتويل). كانت شركات الوقود الأحفوري مثل أتلانتيك ريتشفيلد مانحة لمنظمات بيئية ذات مواقف واضحة مناهضة للأسلحة النووية، مثل أصدقاء الأرض. يتلقى نادي سييرا، وصندوق الدفاع عن البيئة، ومجلس الدفاع عن الموارد الطبيعية منحًا من شركات الوقود الأحفوري الأخرى. اعتبارًا من عام 2011، اقترحت إستراتيجية المعارك الخضراء للشبكات الاستبدال التدريجي للطاقة النووية بمحطات الغاز الأحفوري التي ستوفر دعمًا مرنًا لطاقة الرياح والطاقة الشمسية.

## المنضمون
تشمل المجموعات الرئيسية المناهضة للأسلحة النووية حملة نزع السلاح النووي، أصدقاء الأرض، السلام الأخضر، الأطباء الدوليون لمنع الحرب النووية، أنشطة السلام، المعلومات النووية وخدمة الموارد.

## الأهداف
كان الهدف الأولي للحركة هو نزع السلاح النووي، رغم أن المعارضة شملت استخدام الطاقة النووية منذ أواخر الستينيات. تعارض العديد من الجماعات المناهضة للأسلحة النووية الطاقة النووية والأسلحة النووية.
كان تشكيل الأحزاب الخضراء في سبعينيات وثمانينات القرن الماضي نتيجة مباشرة للسياسات المناهضة للأسلحة النووية.

## النقاشات
ناقش العلماء والدبلوماسيون سياسة الأسلحة النووية منذ ما قبل التفجيرات الذرية لهيروشيما وناجازاكي في عام 1945. أصبح الجمهور قلقًا بشأن تجارب الأسلحة النووية منذ عام 1954 تقريبًا، بعد إجراء تجارب نووية مكثفة في المحيط الهادئ. في عام 1963 صادقت العديد من البلدان على معاهدة الحظر الجزئي للتجارب النووية التي حظرت إجراء تجارب نووية في الغلاف الجوي.
ظهرت بعض المعارضة المحلية للطاقة النووية في أوائل الستينيات، وفي أواخر الستينيات بدأ بعض أعضاء المجتمع العلمي في التعبير عن مخاوفهم. في أوائل سبعينيات القرن الماضي، كانت هناك احتجاجات كبيرة حول محطة طاقة نووية مقترحة في ويل بألمانيا الغربية. تم إلغاء المشروع في عام 1975، وأدى نجاح مكافحة الأسلحة النووية في ويل إلى إلهام المعارضة للطاقة النووية في أجزاء أخرى من أوروبا وأمريكا الشمالية.
أصبحت الطاقة النووية قضية احتجاج جماعي كبير في سبعينيات القرن الماضي ومع استمرار المعارضة للطاقة النووية، ظهر دعم شعبي متزايد للطاقة النووية على مدار العقد الماضي في ضوء الوعي المتزايد بالاحتباس الحراري والاهتمام المتجدد للجميع أنواع الطاقة النظيفة.
حدث احتجاج على الطاقة النووية في يوليو 1977 في بلباو بإسبانيا، بحضور ما يصل إلى 200000 شخص. في أعقاب حادث جزيرة ثري مايل في عام 1979، نُظم احتجاج ضد الأسلحة النووية في مدينة نيويورك، شارك فيه 200000 شخص.
في عام 1981 نظمت ألمانيا أكبر مظاهرة ضد الطاقة النووية للاحتجاج على محطة بروكدورف للطاقة النووية غرب هامبورغ؛ حوالي 100000 شخص وجها لوجه مع 10000 ضابط شرطة. أقيم أكبر احتجاج في 12 يونيو 1982 عندما تظاهر مليون شخص في مدينة نيويورك ضد الأسلحة النووية. شارك في الاحتجاج على الأسلحة النووية عام 1983 في برلين الغربية حوالي 600000 مشارك.
في مايو 1986، في أعقاب كارثة تشيرنوبيل، قام ما يتراوح بين 150 إلى 200000 شخص بمسيرة في روما للاحتجاج على البرنامج النووي الإيطالي.
لسنوات عديدة بعد كارثة تشيرنوبيل عام 1986، كانت الطاقة النووية خارج جدول أعمال السياسة العامة في معظم البلدان، ويبدو أن الحركة المناهضة للطاقة النووية قد ربحت قضيتها. تم حل بعض الجماعات المناهضة للأسلحة النووية. في العقد الأول من القرن العشرين (2000)، بعد أنشطة العلاقات العامة التي قامت بها الصناعة النووية، التطورات في تصاميم المفاعل النووي، والمخاوف بشأن تغير المناخ، عادت قضايا الطاقة النووية في مناقشات سياسة الطاقة في بعض البلدان.
أدت الحوادث النووية اليابانية لعام 2011 إلى تقويض النهضة المقترحة لصناعة الطاقة النووية وإحياء المعارضة النووية في جميع أنحاء العالم، مما وضع الحكومات في موقف دفاعي.
اعتبارًا من عام 2016 لا يوجد لدى دول مثل أستراليا والنمسا والدنمارك واليونان وماليزيا ونيوزيلندا والنرويج محطات طاقة نووية وتظل معارضة للطاقة النووية.
تقوم ألمانيا وإيطاليا وإسبانيا وسويسرا بالتخلص التدريجي من الطاقة النووية. كانت لدى السويد في السابق سياسة للتخلص التدريجي من الأسلحة النووية، تهدف إلى إنهاء توليد الطاقة النووية في السويد بحلول عام 2010. في 5 فبراير 2009 أعلنت حكومة السويد عن اتفاق يسمح باستبدال المفاعلات الحالية مما ينهي فعلياً سياسة التخلص التدريجي. على الصعيد العالمي تم إغلاق المزيد من مفاعلات الطاقة النووية أكثر من الافتتاح في السنوات الأخيرة.

## معرض صور

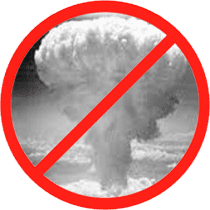